# GM대우 G2X
GM대우 G2X(GM Daewoo G2X)는 GM대우에서 판매한 로드스터 형태의 스포츠카이다. GM대우는 새턴 스카이를 대한민국으로 수입하여 G2X라는 차명으로 출시되었다.

## 1세대

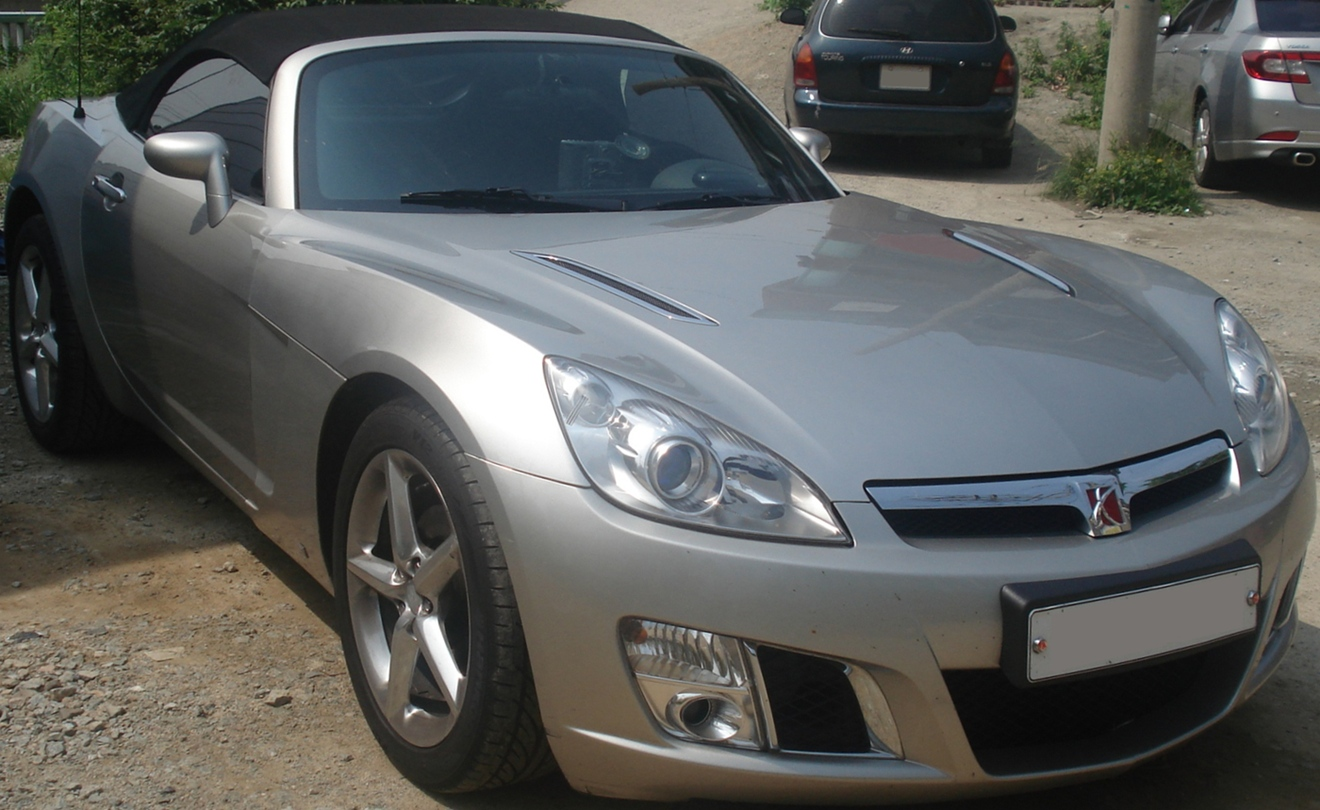
GM대우 G2X 정측면

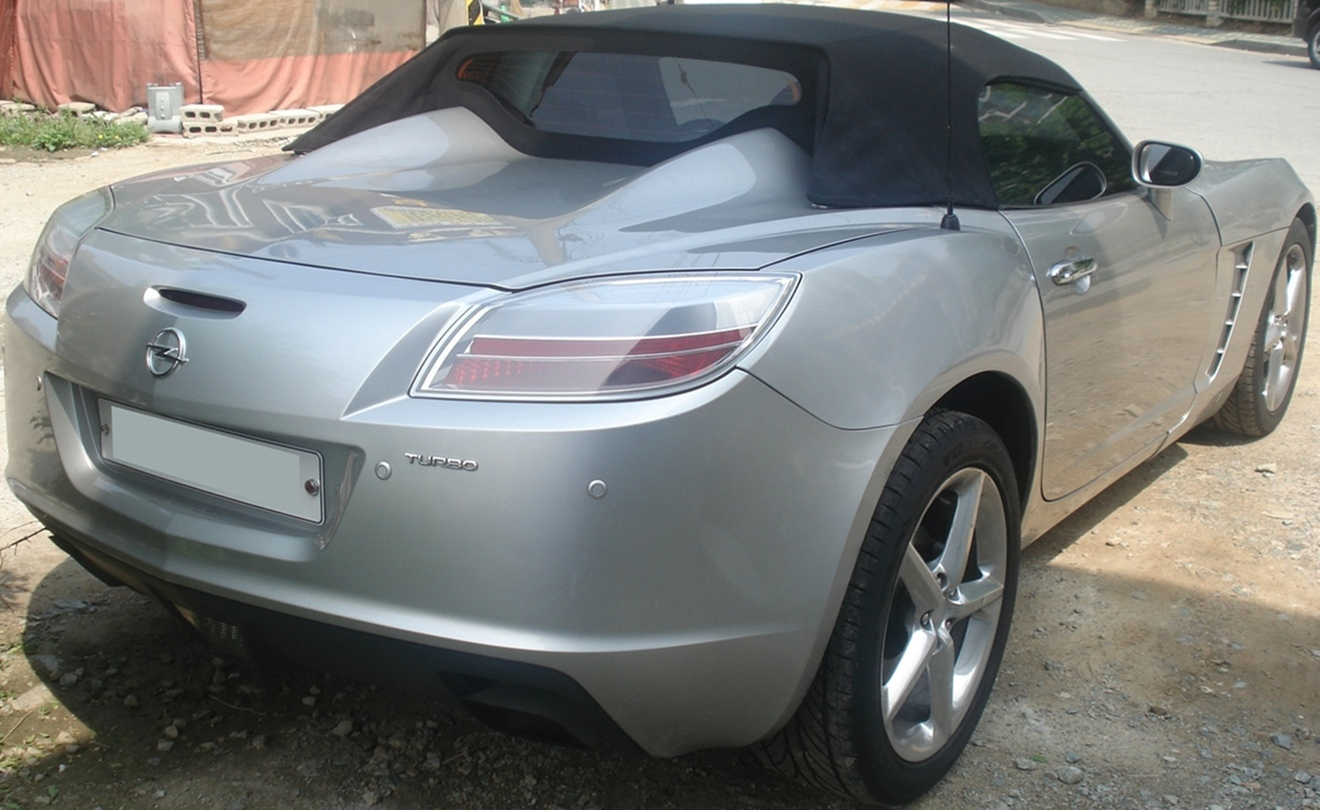
GM대우 G2X 후측면

2007년 8월 6일에 출시되었다. 생산은 미국 델라웨어주에 위치한 제너럴 모터스 공장에서 행해졌다. 출시 당시 가격은 4,390만원이였으며, 이후 4,460만원으로 올랐다. 그러나 판매량을 높이는 역할이 아닌 브랜드 이미지 리딩 역할을 맡아 판매량이 많지 않았고, 미국 내 판매가는 2,000만 원대 후반이었으나, 대한민국에선 4,000만 원이 넘었다. 그러나 1년 뒤인 2008년 9월 30일에 쉐보레 카마로에 비해 판매가 부진함에 따라 많은 인기를 얻지 못했고, 결국 1년 만에 수입을 중단함에 따라서  후속 차종 없이 단종되었다. 단종될 때까지 대한민국에서의 판매량은 겨우 100대를 조금 넘긴 정도로 판매가 부진했다.
| 구분                 | 2.0ℓ 에코텍 터보        |
| -------------------- | ----------------------- |
| 전장 (mm)            | 4,100                   |
| 전폭 (mm)            | 1,815                   |
| 전고 (mm)            | 1,275                   |
| 축거 (mm)            | 2,415                   |
| 윤거 (전, mm)        | 1,543                   |
| 윤거 (후, mm)        | 1,561                   |
| 승차 정원            | 2명                     |
| 변속기               | 자동 5단                |
| 서스펜션 (전/후)     | 더블 위시본/더블 위시본 |
| 구동 형식            | 후륜 구동               |
| 엔진 형식            | LNF                     |
| 연료                 | 가솔린                  |
| 배기량 (cc)          | 1,998                   |
| 최고 출력 (ps/rpm)   | 264/5,300               |
| 최대 토크 (kg*m/rpm) | 36.0/2,500~5,200        |
| 연비 (km/ℓ)          | 9.8                     |

## 역대 슬로건
- Go 2 eXtreme (G2X)

## 같이 보기
- 폰티액 솔스티스
- 쌍용 칼리스타
- 기아 엘란